# Sofka Popova
Sofka Popova (Bulgaars: Софка Василева Попова Казанджиева) (Plovdiv, 15 augustus 1953) is een atleet uit Bulgarije.
In 1971 behaalde ze brons met het Bulgaarse team op de Europese kampioenschappen-indoor bij het onderdeel 4x200 meter estafette.
Op de Olympische Spelen van Moskou in 1980 liep Popova de 100 meter sprint en de 4x100 meter estafette.
In 1981 liep ze in Grenoble haar beste tijd op de 50 meter op het Europees kampioenschap-indoor, waarmee ze de gouden medaille pakte.